# Citorus tenebrosa
Citorus tenebrosa är en insektsart som beskrevs av William Lucas Distant 1910. Citorus tenebrosa ingår i släktet Citorus och familjen dvärgstritar. Inga underarter finns listade i Catalogue of Life.